# Токторбаев, Женишбек Шермаматович
Женишбек Шермаматович Токторбаев (кирг. Жеңишбек Шермамат уулу Токторбаев; род. 14 февраля 1968, село Кара-Джыгач, Джалал-Абадская область) — кыргызский государственный и политический деятель. Мэр города Ош с 23 января 2025 года. 
Депутат Жогорку Кенеша Кыргызской Республики VII созыва от политической партии «Ата-Журт Кыргызстан» (15 декабря 2021 — 23 января 2025). Член Комитета по топливно-энергетическому комплексу, недропользованию и промышленной политике (январь 2022 — 23 января 2025).

## Биография

### Детство
Родился 14 февраля 1968 года в многодетной семье рабочих в селе Кара-Жыгач Сузакского района Ошской области. Вырос в сельской местности, где получил начальное и среднее образование. С 1975 по 1985 годы обучался в средней школе № 6 имени Н. Крупской в родном селе, которую окончил с полным средним образованием.

### Образование
В 1985 году поступил в Хмельницкий технологический институт (Украина) на факультет «Инженер-механик». В период с 1986 по 1988 годы проходил срочную службу в рядах Советской армии, служил в ГДР (Германская Демократическая Республика). После демобилизации в 1988 году продолжил обучение в Хмельницком технологическом институте и окончил его в 1992 году по специальности «Инженер-механик». .
В 1996–1997 годах прошёл полный курс подготовки в Центре подготовки кадров Министерства внутренних дел Кыргызской Республики по специальности «Правоведение»..
С 1995 по 1998 годы заочно проходил обучение в Кыргызском государственном университете, где получил второе высшее образование по специальности «Юриспруденция».  

### Трудовая деятельность
С 1992 по 1993 годы трудился в Джалал-Абадском пиво-безалкогольном объединении, на должности «микробиолог».
С 1994 по 2003 годы занимался индивидуальной предпринимательской деятельностью, обеспечивал рабочими местами большое количество граждан Кыргызской Республики.
С 2004 по 2005 годы занимал должность главы Общественной территориальной управы «Достук» города Джалал-Абад.
С 2004 по 2008 годы являлся депутатом Джалал-Абадского городского кенеша.
В ноябре 2021 года избран депутатом VII созыва Жогорку Кенеша Кыргызской Республики от политической партии «Ата-Журт Кыргызстан». 
С января 2022 года по 23 января 2025 года являлся членом Комитета Жогорку Кенеша по топливно-энергетическому комплексу, недропользованию и промышленной политике.
В январе 2025 года ЦИК досрочно прекратила полномочия депутата Жогорку Кенеша Кыргызской Республики.
Является учредителем и руководителем благотворительного фонда «Жениш-Достук» города Джалал-Абад. Фонд постоянно помогает детским домам, интернатам, детям из малообеспеченных семей и детям с ограниченными возможностями здоровья, домам престарелых.

### Должность мэра города Ош
С 23 января 2025 года Женишбек Токторбаев занимает должность мэра города республиканского значения Ош. Указ о назначении подписал президент Садыр Жапаров на основании статьи 71 Конституции КР и статьи 47 Закона Кыргызской Республики «О местной государственной администрации и органах местного самоуправления» от 20 октября 2021 года № 123.
В первый же рабочий день Токторбаев обозначил принципы своей работы: запрет на использование служебного транспорта, введение обязательной сменной обуви при выездах на объекты, а также проведение аппаратных совещаний непосредственно на местах.
Он выдвинул поручение по очистке селевых каналов и перемещению гравийных карьеров в другие места с последующей рекультивацией территорий и озеленением.
Кроме того, Токторбаев лично ознакомился с реконструкцией дорожной инфраструктуры — на улицах Мамырова, Амир‑Тимура, Кокумбий и на новой двухуровневой развязке — и поручил ускорить темпы работ под строгим контролем мэрии города.
В июне 2025 года он подписал меморандум с китайской строительной компанией «Кунлунь» о создании нового микрорайона «Эки дос» на 520 домов который в итоге была переименовано на «Эне сай» . Строительство должно быть завершено до наступления холодов, с переселением граждан из расселяемых помещений.
9 июля 2025 года ему вручили автомобиль от имени президента — глава ГКНБ Камчыбек Ташиев отметил, что в городе наконец наведён порядок

### Семья
Женат, отец пятерых детей. 

### Награды
- Почётная грамота Кыргызской Республики (18 декабря 2023 года) — за существенный вклад в развитие социально-экономического, интеллектуального и культурного потенциала Кыргызской Республики, а также за большие достижения в профессиональной деятельности[11].